# Buchenau (Amt Creuzburg)
Buchenau ist ein Stadtteil der Stadt Amt Creuzburg im Wartburgkreis in Thüringen. Die ehemals selbständige Gemeinde war seit 1994 ein Ortsteil der Gemeinde Mihla. Am 31. Dezember 2019 wurden Buchenau und Mihla als Stadtteile in die Stadt Amt Creuzburg eingemeindet. Zum Ortsteil Buchenau gehören neben dem Ort Buchenau noch die Kleinsiedlungen Freitagszella und Hahnroda. Bereits in den 1960er Jahren wurde die ursprünglich zur Gemeinde Buchenau gehörende Kleinsiedlung Ebenau an die Stadt Creuzburg angegliedert; die Höfe Eschenborn bei Ebenau und Mihlberg südlich von Hahnroda wurden in den 1960er Jahren aufgelassen.

## Lage

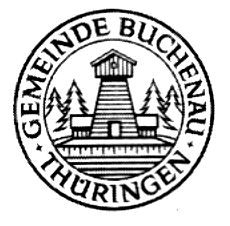
Ehemaliges Gemeindesiegel

Buchenau liegt etwa 4,5 km westlich von Mihla am Ufer der Werra im Bereich des Durchbruchtales der Werra zwischen Creuzburg und Mihla.
Die Kleinsiedlung Hahnroda, ursprünglich ein einzelner Hof, liegt 3,2 km westlich von Mihla. Der Hof Freitagszella befindet sich etwa 2,8 km westlich von Mihla entfernt am linken Ufer der Werra.

## Gemeindesiegel
Das von 1950 bis 1956 verwendete Gemeindesiegel zeigt in stilisierter Form einen Soleförderturm.

## Geschichte

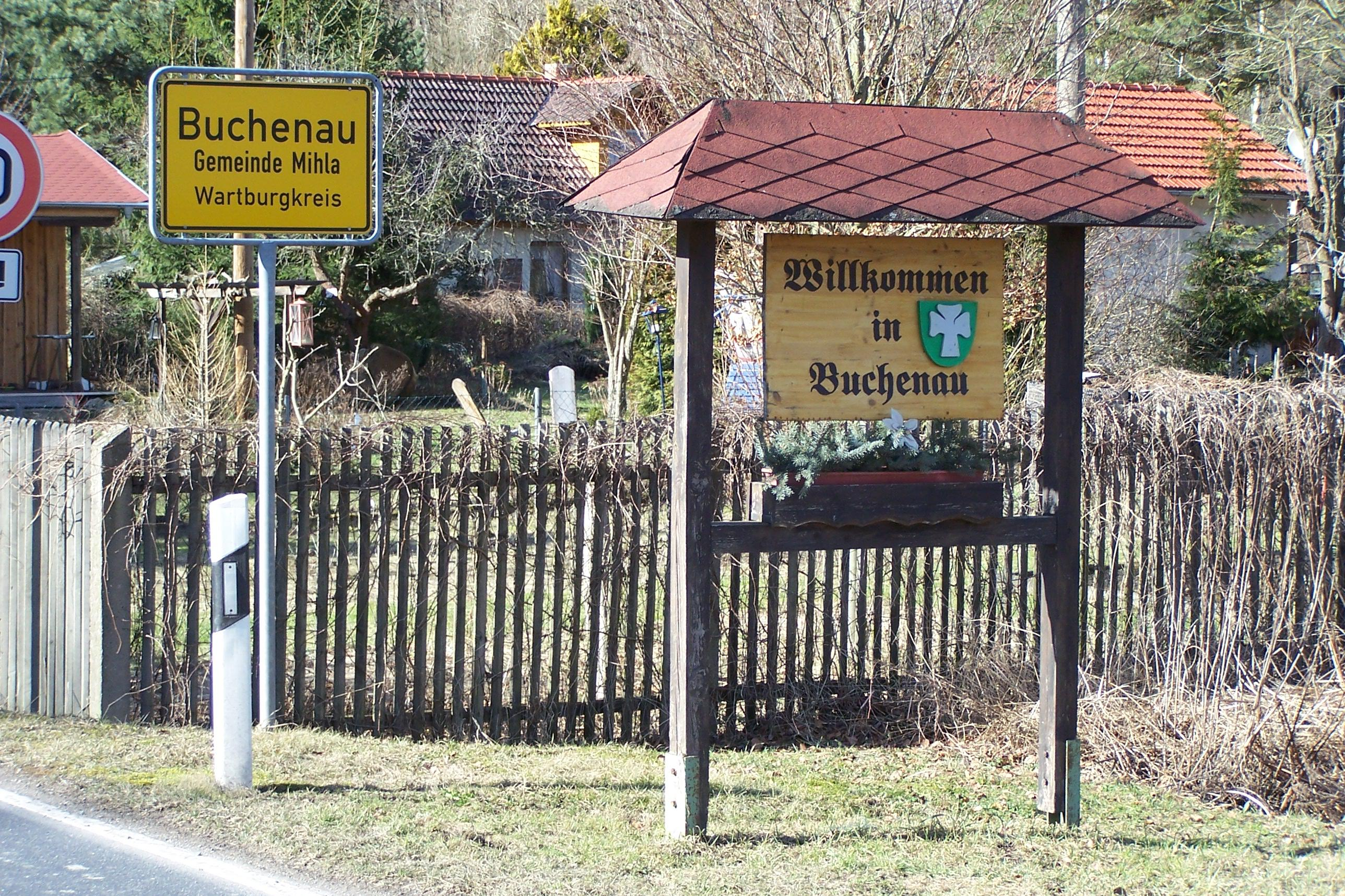
Buchenau

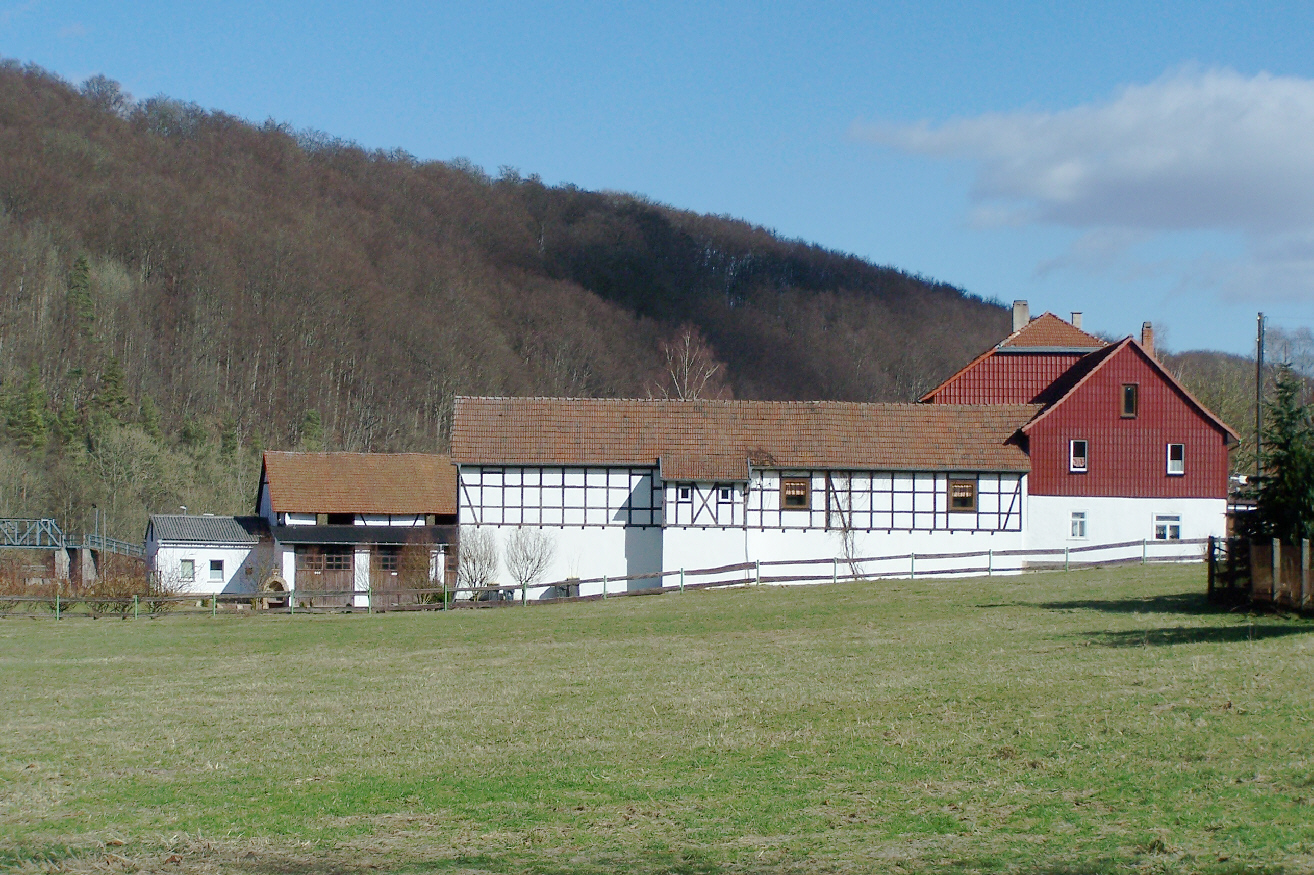
Hofgut Buchenau

Das Gebiet zwischen Creuzburg und Mihla war schon während der Bronzezeit besiedelt. Dies belegen zwei Gräberfelder in den Wäldern bei Freitagszella und südlich von Scherbda.  Drei bei Feldarbeiten nahe dem Gutshaus Hahnroda gefundene Steinbeile könnten bereits in der Jungsteinzeit von umherstreifenden Jägern deponiert worden sein.
Eine Anwesenheit des Heiligen Bonifatius vermeldet die Sage zum Buchenauer Steinkreuz, dies ist aber nicht belegbar. Die im Mittelalter entlang der Werra entstandenen Kleinsiedlungen und Höfe waren nach Creuzburg eingepfarrt und waren überwiegend im Besitz des Creuzburger Nonnenklosters St. Jakob. Freitagszella war eine eigenständige Propstei. 1197 wird Hahnroda erstmals urkundlich erwähnt, Buchenau erst 1412. Nach der Säkularisation erwarben Creuzburger Adelige, Patrizier und andere vermögende Personen diese Güter.  Zunächst war Ebenau der bedeutendste Ort und Wohnsitz des Dorfschulzen. 1879 wurden, basierend auf der Volkszählung von 1875 statistische Angaben publiziert, sie zeigen am deutlichsten die wirtschaftlichen Potentiale der jeweiligen Ortsteile auf:
Buchenau: 6 Wohnhäuser mit 45 Einwohnern. Die Größe der Flur betrug 160,38 ha davon Höfe und Gärten 2,6 ha, Wiesen 8,0 ha, Ackerfläche 113,9 ha. Wald 14,9 ha, Teiche, Bäche und Flüsse 10,3 ha, auf Wege, Triften, Ödland und Obstbauplantagen entfielen 10,9 ha.
Ebenau: 6 Wohnhäuser mit 33 Einwohnern. Die Größe der Flur betrug 93,05 ha davon Höfe und Gärten 3,6 ha, Wiesen 12,4 ha, Ackerfläche 48,5 ha. Wald 21,0 ha, Teiche, Bäche und Flüsse 0,01 ha, auf Wege, Triften, Ödland und Obstbauplantagen entfielen 7,2 ha.
Hahnroda: 1 Wohnhaus mit 16 Einwohnern. Die Größe der Flur betrug 91,19 ha davon Höfe und Gärten 1,6 ha, Wiesen 4,7 ha, Ackerfläche 81,2 ha. Wald 0,4 ha, Teiche, Bäche und Flüsse 0,01 ha, auf Wege, Triften, Ödland und Obstbauplantagen entfielen 3,1 ha.
Freitagszella: 4 Wohnhäuser mit 18 Einwohnern. Die Größe der Flur betrug 123,1 ha davon Höfe und Gärten 1,3 ha, Wiesen 13,6 ha, Ackerfläche 65,3 ha. Wald 31,9 ha, Teiche, Bäche und Flüsse 3,1 ha, auf Wege, Triften, Ödland und Obstbauplantagen entfielen 7,7 ha.
Eschenborn: 1 Wohnhaus mit 14 Einwohnern. Die Größe der Flur betrug 141,2 ha davon Höfe und Gärten 1,8 ha, Wiesen 0,1 ha, Ackerfläche 82,3 ha. Wald 19,0 ha, Teiche, Bäche und Flüsse 0,0 ha, auf Wege, Triften, Ödland und Obstbauplantagen entfielen 37,9 ha.
Mihlberg: 2 Wohnhäuser mit 14 Einwohnern. Die Größe der Flur betrug 74,4 ha davon Höfe und Gärten 1,3 ha, Wiesen 1,0 ha, Ackerfläche 66,2 ha. Wald 3,5 ha, Teiche, Bäche und Flüsse 0,1 ha, auf Wege, Triften, Ödland und Obstbauplantagen entfielen 2,36 ha. (Die ertragsarmen Äcker und Wiesen von Mihlberg werden gegenwärtig aufgeforstet.)
Das Gesamt-Viehbestand aller Ortsteile betrug 57 Pferde, 140 Rindern, 1310 Schafen, 9 Ziegen und 96 Schweinen.
Auf Grund einer Verwaltungsreform wurden 1922 Ebenau, Buchenau, Eschenborn, Mihlberg und Hahnroda nach Creuzburg eingemeindet. Bereits 1925 wurde dies in Teilen wieder rückgängig gemacht. Die Gemeinde Buchenau wurde nun zu einem eigenständigen Ort aufgewertet. Bei dieser Rückgabe verblieb auf der nördlichen Talseite ein beträchtliches Waldstück und die Uferwiesen als Exklave der Gemarkung Creuzburg (Flur 15), dies hat auch zur Folge, dass die hier entlang der Landstraße nach Mihla erbauten sechs Buchenauer Wohnhäuser nach ihrer Lage formal noch zu Creuzburg gehörten. Dieser Fakt wurde erst bei der letzten Gebietsreform entworren.
Während des Zweiten Weltkriegs waren rund 100 sowjetische, polnische und serbische Zwangsarbeiter bei den Deutschen Solvaywerken AG zur Zwangsarbeit eingesetzt und unter anderem im Gemeinschaftslager Buchenau untergebracht.
Die höchste Einwohnerzahl erhielt Buchenau nach Ende des Zweiten Weltkrieges – 242 Einwohner – neben zahlreichen Flüchtlingen und Vertriebenen versuchten auch viele obdachlose Creuzburger, im Nachbarort eine Notunterkunft zu erhalten, da ihre Stadt bei Kriegsende schwer zerstört worden war. 1962 hatte eine erneute Verwaltungsreform die Eingemeindung von Ebenau und Eschenborn nach Creuzburg zur Folge; Mihlberg gehörte ebenfalls zu Creuzburg, diese beiden Ortsteile wurden wenige Monate später aufgelassen. Die letzte Gemeindereform führte 1994 zur Eingemeindung von Buchenau, Hahnroda und Freitagszella in den östlichen Nachbarort Mihla.
Im Oktober 1968 endete die Produktion im Sodawerk Buchenau und damit auch der Eisenbahnverkehr zwischen Wartha und Mihla. Die noch intakte Eisenbahnbrücke über die Werra bei Ebenau wurde im August 1980 unter Mithilfe sowjetischer Pioniere gesprengt und die Überbauten abgetragen. Die Bürogebäude wurden dem Automobilwerk Eisenach zur Verfügung gestellt, welche darin eine Entwicklungsabteilung aufbauen konnten. Als problematische Hinterlassenschaft ist das ehemalige Absetz- und Klärbecken im Habichtstal erhalten geblieben. Nach der Wende entwickelte sich besonders der Ortsteil Buchenau als Gewerbestandort weiter. Die erneuerte Werrabrücke von Buchenau wurde 1998 dem Verkehr übergeben.
1994 wurde die bis dahin eigenständige Gemeinde Buchenau aufgelöst und in die Gemeinde Mihla eingegliedert. Mit Bildung der Stadt Amt Creuzburg wurde Buchenau deren Stadtteil.

## Sehenswürdigkeiten

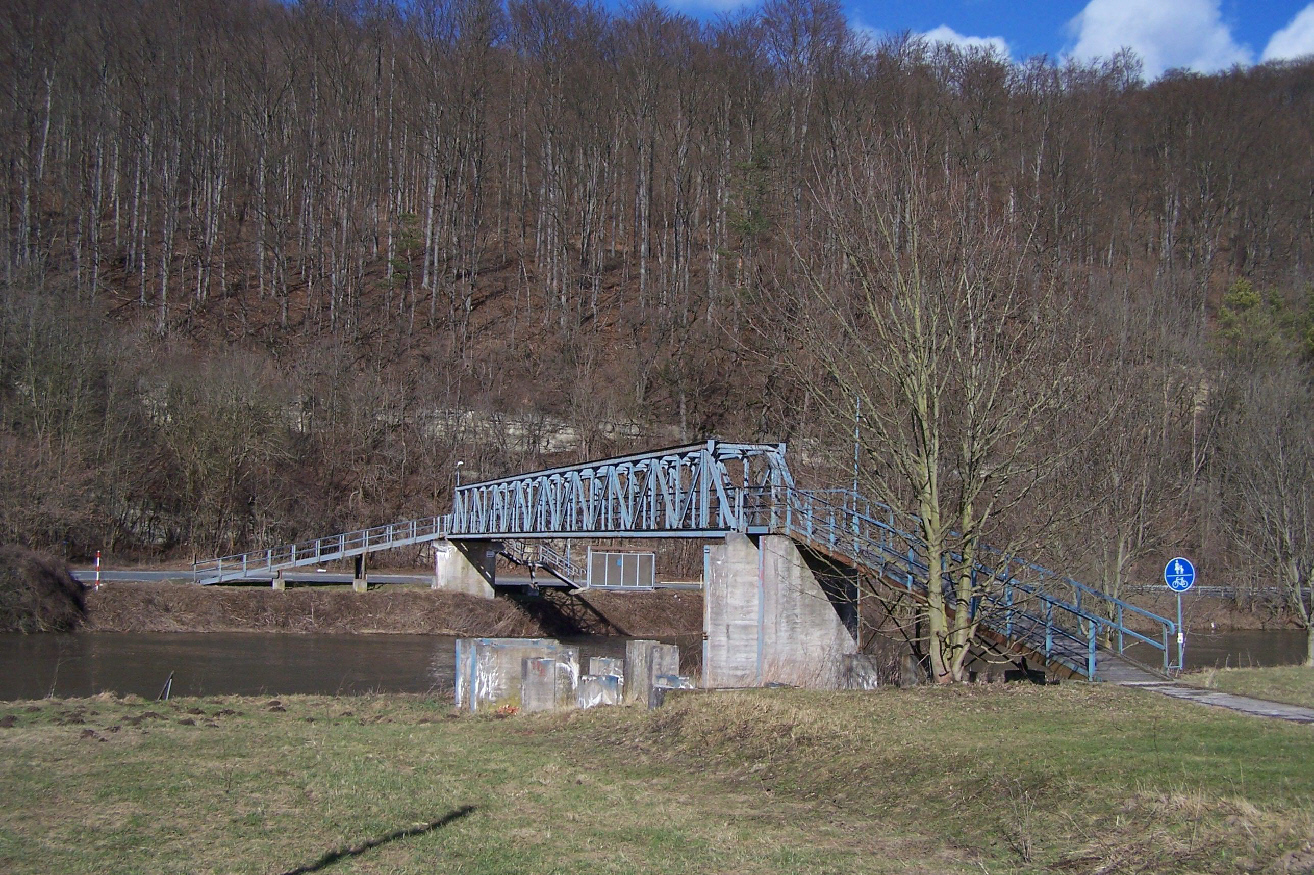
Denkmalgeschützte Fußgängerbrücke

- Ein Relikt des Solvay-Werkes ist eine in den 1920er Jahren als Rohrbrücke erbaute Fußgängerbrücke über die Werra. Sie steht unter Denkmalschutz und stellt die fußläufige Verbindung zur auf dem Nordufer der Werra gelegenen Bushaltestelle des Ortes dar. Die ins Eigentum der Gemeinde übergegangene Brücke ist stark sanierungsbedürftig; die Finanzierung einer Instandsetzung ist derzeit (Stand 2019) nicht gesichert.[10][11]
- Am linken Werraufer findet man am Straßenrand das Bonifatiuskreuz – ein großformatiges mittelalterliches Steinkreuz.
- Oberhalb von Freitagszella trifft man am Waldrand auf letzte Reste eines bronzezeitlichen Hügelgräberfeldes. Im Sommer wachsen dort seltene Orchideen.

## Wirtschaft und Infrastruktur

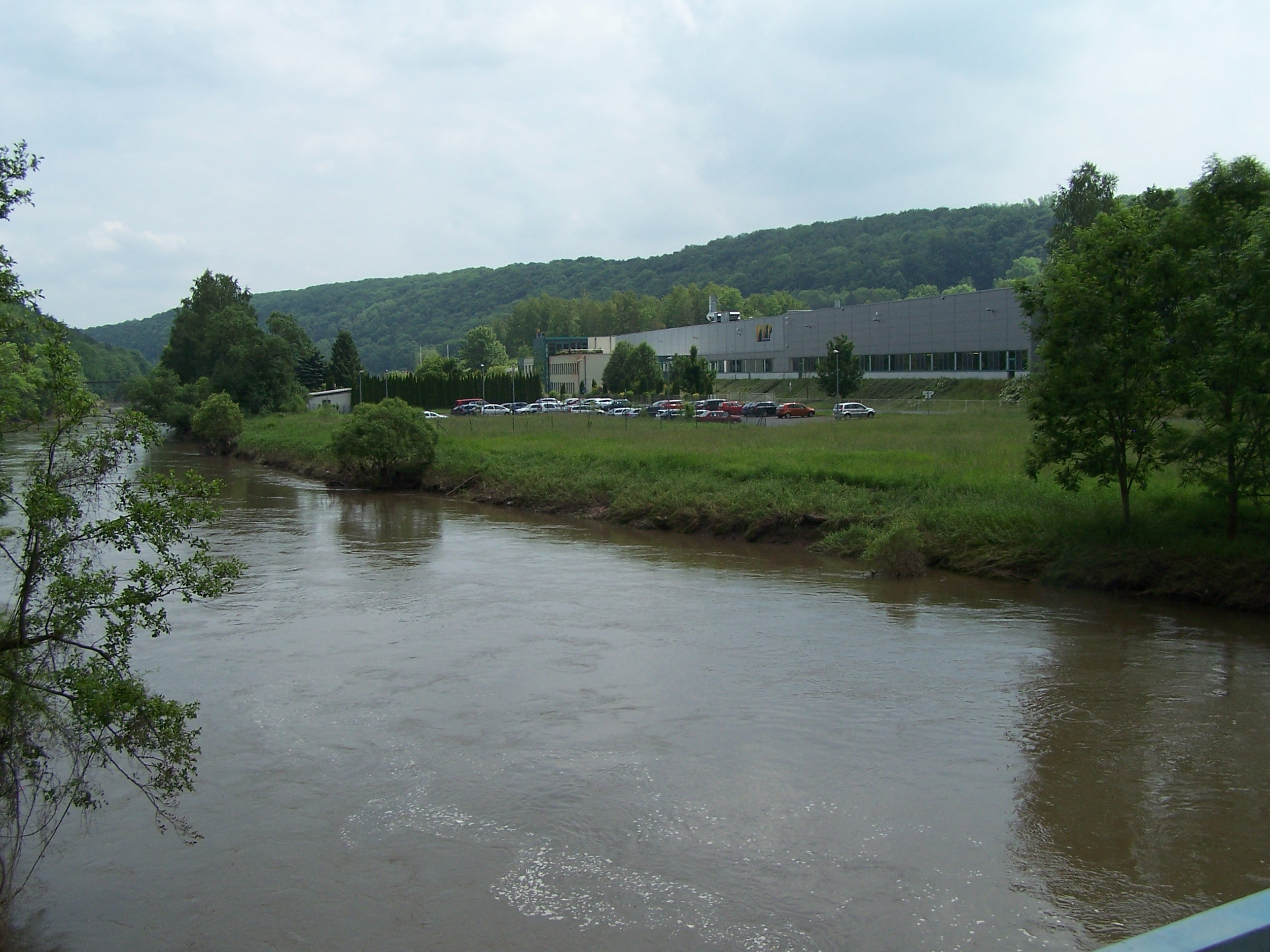
Ortsbildprägend: Das ATP-Werk unweit der Werra

Um 1905 begann der Bau der Bahnstrecke Schwebda–Wartha, welche Buchenau mit Eisenach, Creuzburg, Mihla, Treffurt, Wanfried und Eschwege verband und die nach ihrer Inbetriebnahme im Jahr 1907 für Buchenau den Aufstieg zum Industriestandort bedeutete. Ab 1915 verfügte auch Buchenau über einen Haltepunkt, zunächst etwa einen Kilometer vom Ort entfernt gemeinsam mit Ebenau. Die Hoffnung auf eine Industrialisierung wurde ab 1910 durch die Vorbereitung der Gründung eines Kali-Bergwerkes und die Ansiedlung der Werrawerke genährt, das hier eine Sodafabrik errichten wollte. Dieses ging 1927 in Betrieb, wurde aber alsbald an die Solvay AG verkauft; es entstand das Solvay-Werk (Buchenau). Für die Zuführung der Sole aus einer auf der anderen Werraseite gelegenen Quelle wurde eine Rohrbrücke errichtet, die auch als Fußgängerbrücke diente. Das Solvay-Werk wurde in der DDR zum VEB Sodafabrik Buchenau verstaatlicht. Auf dem Werksgelände, zudem auch die in das Stadtgebiet von Creuzburg hineinreichenden Steinbrüche bei Ebenau und einige Abbauhalden gehörten, wurde Soda nach einem von Solvay patentierten Verfahren produziert, wozu auch die in der Tiefe vorhandenen Kalisalzlagerstätten angebohrt und mit Werrawasser angelöst wurden. Die wenigen noch betriebenen Teile des Sodawerkes wurden nach der Wende geschlossen, ebenso ein in der DDR-Zeit in Buchenau angesiedelter Betriebsteil des Automobilwerk Eisenach. Einzig der Steinbruchbetrieb wurde noch bis Ende 2013 weiterbetrieben und das Gelände dann renaturiert.
Aus der Soda-Fabrik entstand das Gewerbegebiet Buchenau am östlichen Ortsrand von Buchenau. Es verfügte 1998 über eine Gesamtfläche von 18 ha (Stand 1998). Größter Betrieb und Arbeitgeber im Ort ist heute die ATP ALLTAPE Klebetechnik GmbH.
Wegen der Sprengung der Werrabrücken bei Mihla, Frankenroda und Falken am Ende des Zweiten Weltkriegs und der anschließenden Grenzziehung bei Treffurt war der Eisenbahnverkehr ab 1945 nur noch bis Mihla möglich. Der Personenverkehr zwischen Mihla und Wartha über Creuzburg wurde 1962 eingestellt, der Güterverkehr 1969. Die Bahntrasse wurde als Fahrradweg ausgebaut und ist nun einer der beliebtesten Abschnitte des Werratal-Radweges.